# Thismia janeirensis
Thismia janeirensis là một loài thực vật có hoa trong họ Burmanniaceae. Loài này được Warm. miêu tả khoa học đầu tiên năm 1902.